# Richard Buckminster Fuller
Pour les articles homonymes, voir Fuller.
Richard Buckminster Fuller, né le 12 juillet 1895 à Milton (Massachusetts), et mort le 1er juillet 1983 à Los Angeles (Californie), est un architecte, designer, inventeur, écrivain et futuriste américain.
Fuller a publié plus de trente livres, inventant ou popularisant des termes tels que « vaisseau terrestre », « éphéméralisation » et « synergétique ».
Il a également mis au point de nombreuses inventions, principalement dans le domaine de la conception architecturale, la plus connue restant le dôme géodésique.
Les molécules de carbone appelées « fullerènes » sont ainsi nommées en raison de  leur ressemblance avec ces dômes. Le dôme géodésique a été utilisé entre autres pour le pavillon des États-Unis à l'Exposition universelle de 1967 à Montréal, où siège maintenant la Biosphère.

## Biographie
Fuller est né le 12 juillet 1895, à Milton (Massachusetts) ; fils de Richard Buckminster Fuller et de Caroline Andrews Wolcott, il était aussi le petit-neveu de la transcendantaliste américaine Margaret Fuller.
Il a passé ses premières années dans un jardin d'enfants frœbélien et une partie de sa jeunesse sur Bear Island, dans la baie de Penobscot au large des côtes du Maine ; il avait du mal avec la géométrie, étant incapable de comprendre l'abstraction nécessaire pour imaginer qu'un point marqué à la craie sur le tableau pouvait représenter un point mathématique, ou qu'une ligne maladroitement tracée avec une flèche sur la fin était destinée à représenter un étirement à l'infini.
Il fabriquait souvent des objets à partir des matériaux qu'il ramenait de ses promenades en forêt, et concevait parfois même des outils. Il expérimenta aussi dans la conception d'un nouvel appareil de propulsion pour les petits bateaux.
Des années plus tard, il réalisa que ce genre d'expériences avaient suscité en lui non seulement un intérêt pour la conception, mais aussi une familiarité et une connaissance des matériaux qui l'aidèrent dans la réalisation de ses projets par la suite. Fuller obtint une certification de machiniste, et savait comment utiliser les presses à freins, les presses à étirement ainsi que d'autres outils et équipements utilisés dans le métier de la tôlerie.

### Études
Fuller fut envoyé à la Milton Academy dans le Massachusetts, et après cela, il poursuivit ses études à Harvard. Il fut expulsé de l'université Harvard à deux reprises : d'abord pour avoir dépensé de grosses sommes d'argent dans ses libations avec une troupe de  vaudeville américain, puis, après sa réadmission, pour « irresponsabilité et manque d'intérêt ».
Selon sa propre évaluation, il était un inadapté et un anticonformiste dans l'environnement des fraternités étudiantes. Il faudra de nombreuses années avant qu'il n'obtienne un doctorat en sciences du Bates College à Lewiston (Maine).

### Expérience de la guerre
Entre ses deux périodes à Harvard, Fuller a travaillé au Canada en tant que mécanicien dans une usine textile, et plus tard comme ouvrier dans l'industrie d'emballage de viande. Il a également servi dans l'US Navy pendant la Première Guerre mondiale, en tant qu'opérateur radio, en tant que rédacteur d'une publication, et en tant que commandant de navire.
Après sa sortie, il travailla de nouveau pour l'industrie du conditionnement de la viande, acquérant ainsi une expérience en gestion. En 1917, il épouse Anne Hewlett. En 1922, la jeune fille de Fuller, Alexandra, décéda des complications de la polio et d'une méningite cérébro-spinale. Rendant l'insalubrité du logement des Fullers responsable de la maladie de sa fille, son beau-père et lui développèrent au cours des années 1920 le Stockade Building System qui visait à produire des logements dont les matériaux de construction seraient légers, imperméables et résistants au feu ; l'entreprise fut vouée à l'échec.

### Sur la faillite et la dépression
En 1927, à trente-deux ans, Fuller était sans le sou et sans emploi, hébergé dans une pension pour les gens à faibles revenus à Chicago, dans l'Illinois. Luttant financièrement pour subvenir aux besoins de sa famille (il devient père pour la seconde fois cette année-là), il se mit à boire, allant jusqu'à envisager le suicide. Il décida finalement de se lancer dans une expérience afin de « trouver ce qu'un individu seul pouvait faire pour contribuer à changer le monde et bénéficier à l'humanité tout entière ».

### 1929 - 1945
En 1928, Fuller habitait dans Greenwich Village et passait beaucoup de son temps au café populaire « Romany Marie » où, quelques années auparavant, il avait passé toute une soirée en grande conversation avec Marie et Eugène O'Neill. Fuller accepta de décorer l'intérieur du café en échange du couvert, y donna des conférences informelles plusieurs fois par semaine,, et y exposa les maquettes et les plans de la maison Dymaxion.

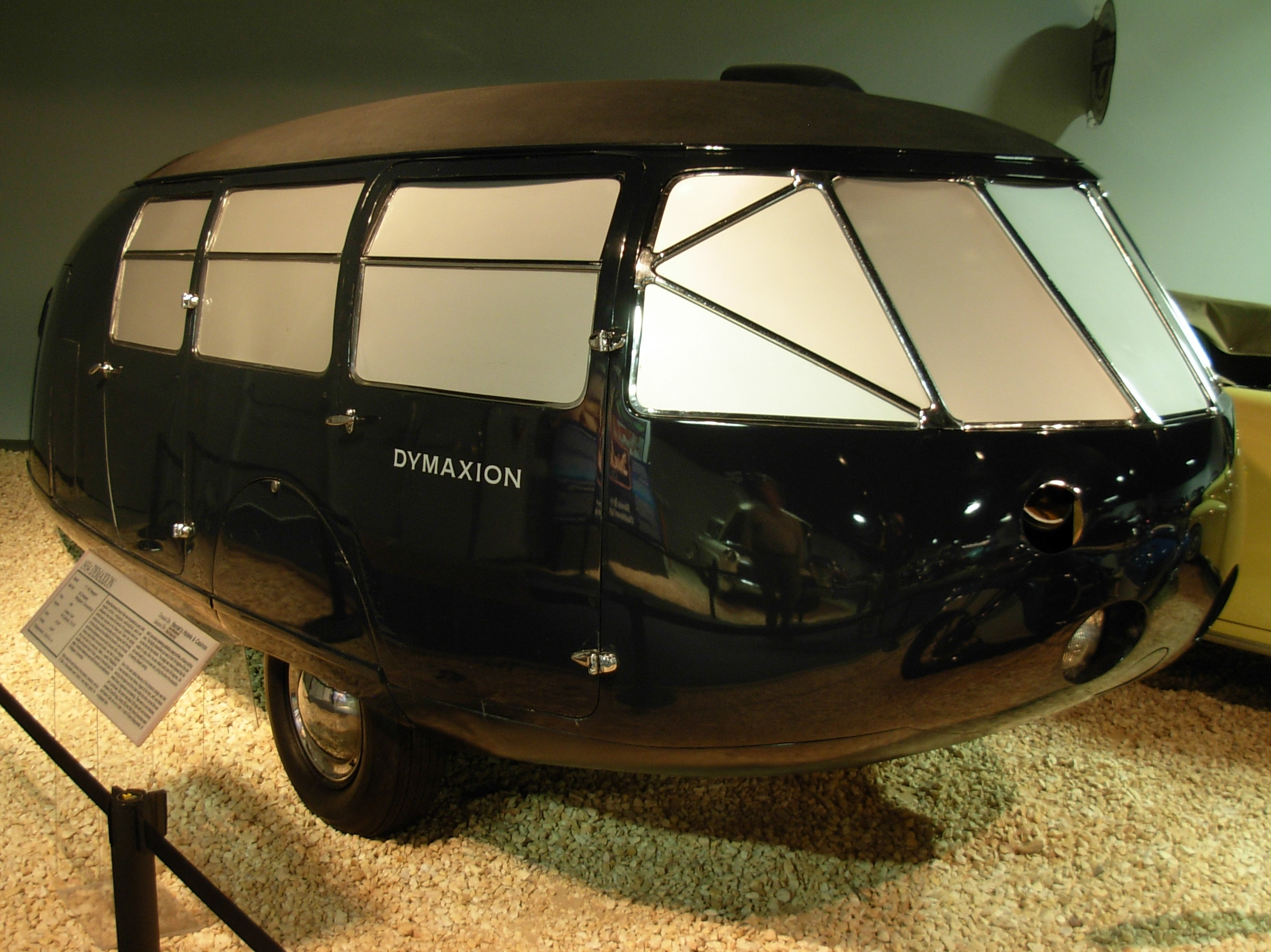
prototype de la Dymaxion.

Isamu Noguchi le rencontra en 1929 — Constantin Brancusi, un vieil ami de Marie, l'avait dirigé vers lui — et bientôt, Noguchi et Fuller collaboraient sur plusieurs projets,, y compris la modélisation de la voiture Dymaxion. Ce fut le début d'une amitié qui dura toute leur vie.
Pendant la Seconde Guerre mondiale, Fuller travaille au  bureau de guerre économique sous Roosevelt (Board of Economic Warfare). Il travaille également sur des projets de planification économique avec le Brésil avant la Seconde Guerre mondiale.

### Les dômes géodésiques
Fuller a enseigné au Black Mountain College en Caroline du Nord au cours des étés 1948 et 1949, siégeant en tant que directeur de l'Institut d'été en 1949. Là, avec le soutien d'un groupe de professeurs et d'étudiants, il a commencé à réinventer un projet qui le rendra célèbre : le dôme géodésique. Bien que le dôme géodésique ait été créé quelque trente ans plus tôt par le Dr Walther Bauersfeld, Fuller obtint les brevets américains. Il est crédité pour avoir popularisé ce type de structures.
Un de ses premiers modèles fut construit en 1945, à Bennington College dans le Vermont, où il a souvent donné des conférences. En 1949, il érigea le premier dôme géodésique qui pouvait supporter son propre poids sans limites pratiques. Il était de 4,3 mètres de diamètre et constitué d'un tube en aluminium et d'une couche de vinyle, sous la forme d'un icosaèdre. Pour prouver la solidité de sa réalisation devant les sceptiques, Fuller demanda à plusieurs élèves qui l'avaient aidé à le construire de se suspendre au cadre de la structure.
Le gouvernement américain a reconnu l'importance de son travail, et employa son cabinet « Geodesics, Inc. » à Raleigh, en Caroline du Nord à réaliser des dômes pour l'armée. En quelques années, il y avait des milliers de ces dômes dans le monde entier.

### Travaux les plus connus
Durant le demi-siècle qui a suivi, Fuller développa de nombreux concepts, idées et inventions, en particulier en ce qui concerne les logements pratiques et bon marché ainsi que dans le domaine du transport. Il a scrupuleusement et quotidiennement consigné sa vie, sa philosophie et ses idées dans un journal intime (plus tard appelé le Chronofichier Dymaxion) complété par vingt-huit publications. Fuller finançait certaines de ses expériences avec des fonds hérités, parfois agrémentés de fonds investis par ses collaborateurs, un exemple en étant le projet de voiture Dymaxion.

### Scène mondiale

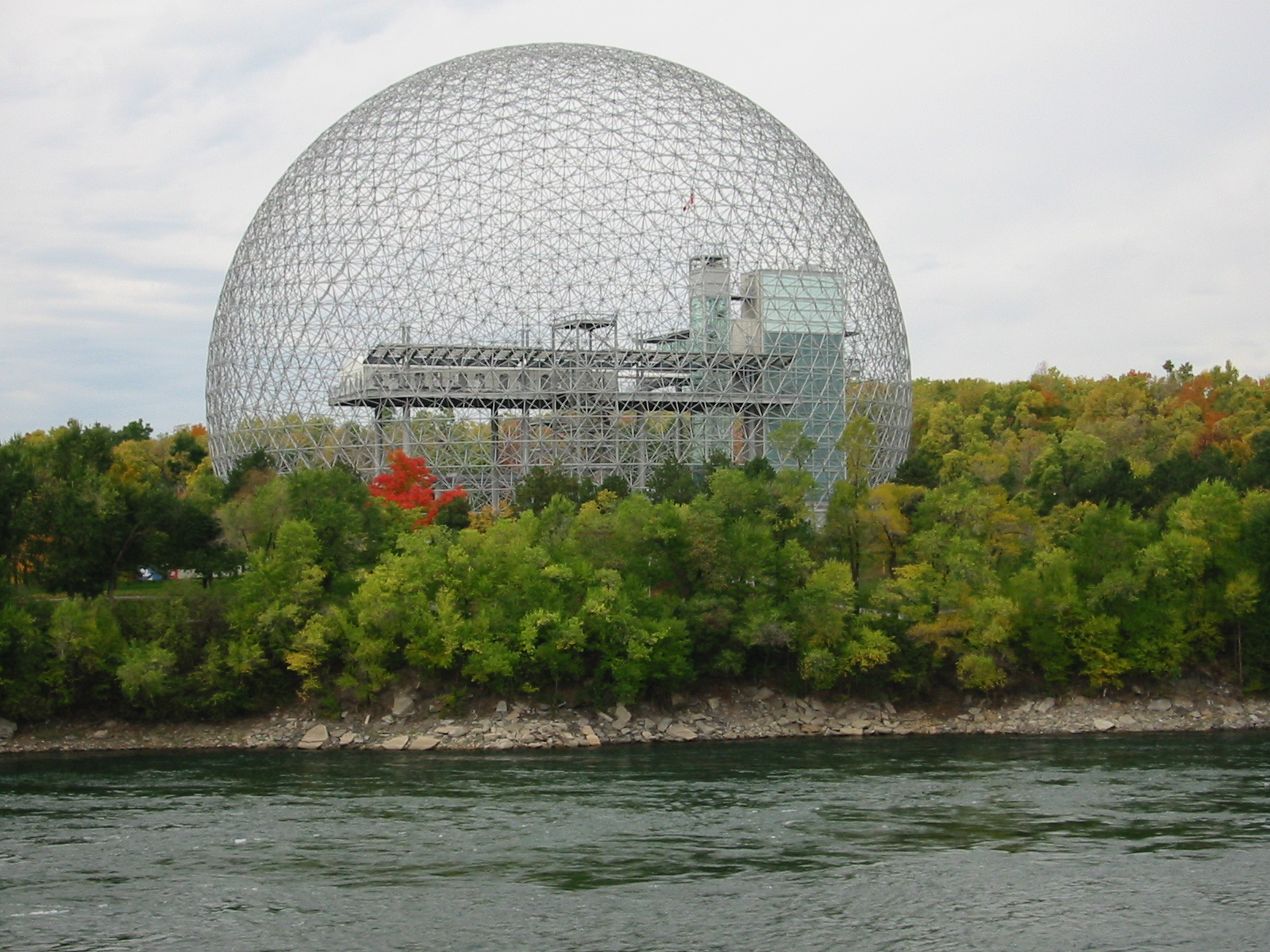
Le dôme géodésique de la Biosphère sur l'île Sainte-Hélène, à Montréal.

La reconnaissance internationale advint avec le succès de ses énormes dômes géodésiques dans le courant des années 1950.
En 1954, Fuller commença à travailler avec l'architecte Shoji Sadao. En 1964, ils fondèrent la firme d'architecture Fuller & Sadao Inc., dont le premier projet était de concevoir l'immense dome géodésique du pavillon des États-Unis pour l'Exposition universelle de 1967 (Expo 67) à Montréal. Cette structure est maintenant appelée « La Biosphère ».
Fuller a enseigné à l'université Washington à Saint-Louis en 1955, où il a rencontré James Fitzgibbon, qui deviendra un collègue et un ami proche. De 1959 à 1970, Fuller a enseigné à l'université du Sud de l'Illinois à Carbondale (SIU). Débutant en tant que professeur assistant à l'École d'art et de design, il a acquis une titularisation en 1968. Travaillant en tant que designer, chercheur, développeur, et écrivain, il donna des conférences pendant de nombreuses années dans le monde entier.
Il a collaboré à la SIU avec le chercheur John McHale, artiste, sociologue et spécialiste des études prospectives, sur le projet du World Design Science Decade (voir section : World Game).

### Avis sur l'élection de Johnson, 1964
Il écrit qu’un accord « bonanza » lié à l’industrie de la transmission électrique aurait pu prévoir l’élection du président des États-Unis, Johnson, en 1964.
« A preknowledge of this silently arrived-at private-public-sector merging of the yesterday dividend sides’ respective “best interests” to common bonanza accord, which took place during 1962-1963 in the electrical-transmission industry, could readily have forecast the 1964 presidential election of Johnson. »

### Le World Design Science Decade et autres projets
En 1965, Fuller et McHale ont inauguré le « World Design Science Decade » (le projet est établi sur dix ans : 1965-1975) lors de la réunion de l'Union internationale des architectes à Paris, qui a été, selon ses propres termes, consacré à l'« application des principes de la science pour résoudre les problèmes de l'humanité ».
Fuller pensait que les sociétés humaines utiliseraient principalement et rapidement des sources d'énergie renouvelables, telles que l'électricité solaire et éolienne. Il envisageait une ère « d'éducation omni-réussie et un soutien indéfectible pour la subsistance de l'humanité tout entière ».
« I know that what I am saying to you, as architects, may at first make you uncomfortable, but I want you to realize that this is what is happening. I am trying to make it clear to you that for the first time in the history of man on Earth, we are actually applying the highest scientific capability to that extra terrestrial space dwelling, underwritten, inadvertently and exclusively, by weaponry supremacy ambitious for celestial control of world fire power. This celestial supremacy involves however an unprecedented weaponry system requirement, that of making man a successfully, semi-autonomous, biological intelligence system, remote from earth, where he will be unable to survive normally by himself, as detached reconnaissance soldiers have been able to do in previous history. »
Il détaille également sa vision de cette « révolution de l’architecture mondiale », en 1965, dans son livre Utopia ou Oblivion. Il y prévoit une opération chirurgicale concernant les hommes vivant dans ces biosphères.
« In speaking of reforming the environment of man, I include a surgeon’s operation on the human body for the latter is mobile environment of the brain. »

### Autres
Il invente également le concept d'energy slave ou esclave énergétique en 1940. « I developed what I called an “energy slave”  or the energy equivalent of the work a healthy human youth could do. ».
À la fin de sa vie, à l’âge de 88 ans, il écrit Guinéa Pig B, The 56 years of experiment, sorte de conclusion, au sujet de l’expérimentation sur le cochon d'Inde, démarrée en 1927.
L'American Humanist Association le nomma « humaniste de l'année 1969 ».
Fuller s'est vu confirmer la paternité de 28 brevets déposés aux États-Unis et fut récompensé de nombreux doctorats honorifiques.
Le 7 février 1956, il développe un brevet de synergetic building construction dans lequel il glisse une symétrie de svastika en figure no 8.
En 1960, il a reçu la médaille « Frank P. Brown » de l'Institut Franklin.
Le 16 janvier 1970, il a reçu la médaille d'or de l'American Institute of Architects.
Il a également reçu de nombreux prix, y compris la médaille présidentielle de la Liberté qui lui fut remise le 23 février 1983 par le président Ronald Reagan.

### Dernière apparition filmée
La dernière interview filmée de Fuller a eu lieu le 3 avril 1983, au cours de laquelle il présenta les tours Watts comme étant « la représentation concrète des principes structurels perceptibles dans la nature ». Des séquences de cette interview figurent dans I Build the Tower, un film documentaire sur le chef-d'œuvre architectural de Rodia.

### Décès
Fuller est mort le 1er juillet 1983, 11 jours avant son 88e anniversaire. Au cours de la période qui a précédé sa mort, son épouse avait sombré dans le coma dans un hôpital de Los Angeles, des suites d'un cancer. C'est au cours d'une visite qu'il lui rend qu'il s'exclama soudainement à son chevet : « Elle est en train de me serrer la main ! ». Il s'est alors levé, subit une crise cardiaque et décède moins d'une heure plus tard, à 87 ans. Sa femme de 66 ans décédera 36 heures plus tard. Ils furent enterrés dans le cimetière de Mount Auburn de Cambridge .

## Philosophie et vision du monde
Petit-fils d'un pasteur unitarien (Arthur Buckminster Fuller), R. Buckminster Fuller était également un unitarien ainsi qu'un militant écologiste avant l'heure. Il était très conscient des ressources limitées dont notre planète dispose, et il promulguait un principe nommé « ephéméralisation » qui — selon les futuristes et son disciple Stewart Brand — signifie essentiellement : « faire plus avec moins » ». Les ressources mal utilisées et les déchets rejetés lors de la fabrication de produits de base pourraient être recyclés de façon intéressante dans la conception de nouveaux produits, ce qui augmenterait alors l'efficacité de l'ensemble du processus de production. Fuller a également introduit la « synergétique », un terme générique dont il a largement fait usage comme un langage métaphorique pour communiquer des expériences en utilisant des concepts géométriques, et plus spécifiquement, pour faire référence à l'étude empirique des systèmes de transformation, en mettant l'accent sur l'imprévisibilité du comportement global du système lorsque l'on s'en tient à l'observation du comportement de tout composant isolément. Fuller a inventé ce terme bien avant que le mot « synergie » ne soit devenu populaire.
Buckminster Fuller a été l'un des premiers à propager une vision systémique du monde, et il explora les principes de l'énergie et l'efficacité des matériaux dans les domaines de l'architecture, de l'ingénierie et du design,. Il citait volontiers François Chardenedes qui disait que « comparativement à l'énergie solaire, le pétrole revient en termes de “coût de production” et de dégâts infligés à la biosphère, à payer “plus d'un million de dollars” pour chaque gallon (300 000 $ à la revente) qu'on extrait du sol. De ce point de vue, son utilisation comme carburant de transport par des individus pour se rendre au travail représente une énorme perte nette par rapport à leurs revenus ». On pourrait résumer cette opinion par : « Il n'y a pas de crise de l'énergie, seulement une crise de l'ignorance,,… »
Fuller était préoccupé par la survie ainsi que la viabilité de l'espèce humaine dans le cadre du système socio-économique existant, tout en restant optimiste sur l'avenir. Définissant la richesse en termes de connaissances, comme « la capacité technologique pour protéger, nourrir, soutenir et accueillir tous les besoins d'épanouissement de la vie », son analyse de l'état de Spaceship Earth lui fit conclure que, à un certain moment au cours des années 1970, l'humanité avait atteint un état sans précédent. Il était convaincu que l'accumulation de connaissances pertinentes, combinées avec les quantités des principales ressources recyclables qui avaient déjà été extraites de la terre, avaient atteint un niveau critique, un niveau tel que la concurrence pour les nécessités n'était plus nécessaire. La coopération est devenue la stratégie de survie optimale. « L'égoïsme », a-t-il déclaré, « est inutile et devient donc irrationnel… La guerre est désormais obsolète… » Il a critiqué les précédents régimes utopiques comme trop exclusifs, et estimait que c'était une source majeure de leur échec. Pour fonctionner, il pensait qu'une utopie devait nécessairement inclure tout le monde.
Fuller a également affirmé que la géométrie analytique naturelle de l'univers est fondée sur des groupements ordonnés de tétraèdres. Il développa ceci de plusieurs façons, partant de l'empilement compact de sphères jusqu'au nombre de membres de compression ou de traction nécessaires à la stabilisation d'un objet dans l'espace. Une confirmation de ses résultats fut que l'armature homogène la plus résistante possible est cycliquement tétraédrique. [citation nécessaire]
Dans son livre paru en 1970, I Seem To Be a Verb, il écrit : « Je vis sur la Terre à l'heure actuelle, et je ne sais pas ce que je suis, je sais que je ne suis pas une catégorie, je ne suis pas une chose, un nom… Il me semble être un verbe, un processus évolutif ; une fonction intégrale de l'univers. »
Il était devenu un gourou de la conception, de l'architecture et des communautés « alternatives », comme « Drop City », la communauté des artistes expérimentaux à qui il remet le prix Dymaxion 1966 pour leurs structures de logement « poétiquement économiques » en forme de dôme.

## Projets majeurs
| Une sphère géodésique et la sphère duale. |

### Le dôme géodésique
Fuller reste célèbre pour ses structures et coques en treillis - des dômes géodésiques, qui ont été utilisés comme éléments dans les stations de radars militaires, des bâtiments municipaux, des campements de protestation pour l'environnement ainsi que des expositions. Cependant, la conception originale est venue du Dr Walther Bauersfeld. Au chapitre 3 de son livre Critical Path, Fuller déclare :

« … J'ai rencontré une situation similaire durant la Seconde Guerre mondiale. En tant que principal ingénieur mécanicien du Conseil de l'économie de guerre des États-Unis, j'avais accès à toutes les copies des retranscriptions qui pouvaient m'intéresser. Ce sont des transcriptions de conversations téléphoniques intercontinentales, ainsi que des lettres et des câbles qui ont été ouverts  et souvent déchiffrés par les renseignements, etc. En tant que concepteur déposant de brevets, j'ai demandé et obtenu toutes les informations interceptées de la sorte et relatives aux brevets stratégiques détenus par nos ennemis et nos propres grandes entreprises… »

Un examen du concept géodésique par Bauersfeld pour le Planétarium Zeiss, construit quelque vingt ans auparavant, révèle que le brevet (US 2,682,235) déposé par Fuller suit la même méthodologie que la conception de Bauersfeld.
Leur construction est fondée sur l'extension de certains principes de base afin d'achever une tenségrité simple des structures (tétraèdre, octaèdre, et l'empilement le plus compact possible de sphères), ce qui les rend légères et stables. Le brevet pour les dômes géodésiques fut accordé en 1954, partant des observations de Fuller des principes structurels perceptibles dans la nature appliqués au design concret de solutions architecturales. Le Dôme de Fuller fait une apparition dans le roman En route pour Zanzibar de John Brunner, dans lequel un dôme géodésique couvre entièrement l'île de Manhattan, flottant dans les airs grâce à l'effet « ballon à air chaud » de la grande masse d'air sous le dôme (et peut-être aussi de sa structure constituée de matériaux légers).

### Transports
Dans les années 1930, Fuller a conçu et construit des prototypes de ce qu'il espérait être un concept plus sûr de voiture aérodynamique, qu'il a appelé la Dymaxion (abréviation syllabique de « tension dynamique maximale »). Fuller a travaillé avec des collègues professionnels pendant trois ans, commençant en 1932 sur un modèle fondé sur les technologies de l'aéronautique. Les trois prototypes de voitures étaient différents de tout ce qui pouvait être vendu à l'époque. Ils avaient trois roues : deux roues motrices à l'avant et une roue directrice à l'arrière. Le moteur était à l'arrière, et le châssis et la carrosserie étaient des modèles originaux. En ce qui concerne l'aérodynamique, le corps légèrement en forme de larme était assez grand pour accueillir onze personnes et était d'environ 18 pieds (5,5 m) de long, ressemblant à un hybride entre un avion léger (sans ailes) et une camionnette Volkswagen des années 1950. Les trois prototypes étaient des mini-bus, et le concept devançait de beaucoup le mini-bus Volkswagen type 2 conçu en 1947 par Ben Pon.
Malgré sa longueur, et en raison de sa conception à trois roues, le Dymaxion pouvait pivoter sur un rayon court et pouvait être aisément stationné dans un espace restreint. Les prototypes se révélèrent peu gourmands en carburant, avec une consommation d'environ 7 litres pour 100 km. Fuller a beaucoup investi de son argent pour le projet, en plus des fonds qu'un de ses collaborateurs amena. Un investisseur industriel a également été très intéressés par le concept. Fuller anticipa que les véhicules pouvaient rouler sur une route ouverte en toute sécurité jusqu'à environ 160 kilomètres par heure, mais en pratique, ils restaient difficiles à contrôler au-dessus de 80 km/h. Les investisseurs se retirèrent et la recherche prit fin après que l'un des prototypes fut impliqué dans une collision de grande envergure qui entraîna la mort d'une personne. En 2007, Time Magazine décréta que la Dymaxion était l'une des « 50 pires voitures de tous les temps ».
En 1943, l'industriel Henry J. Kaiser demanda à Fuller de développer un prototype pour une voiture plus petite, mais la conception de ce véhicule cinq places ne vit jamais le jour.

### Logement

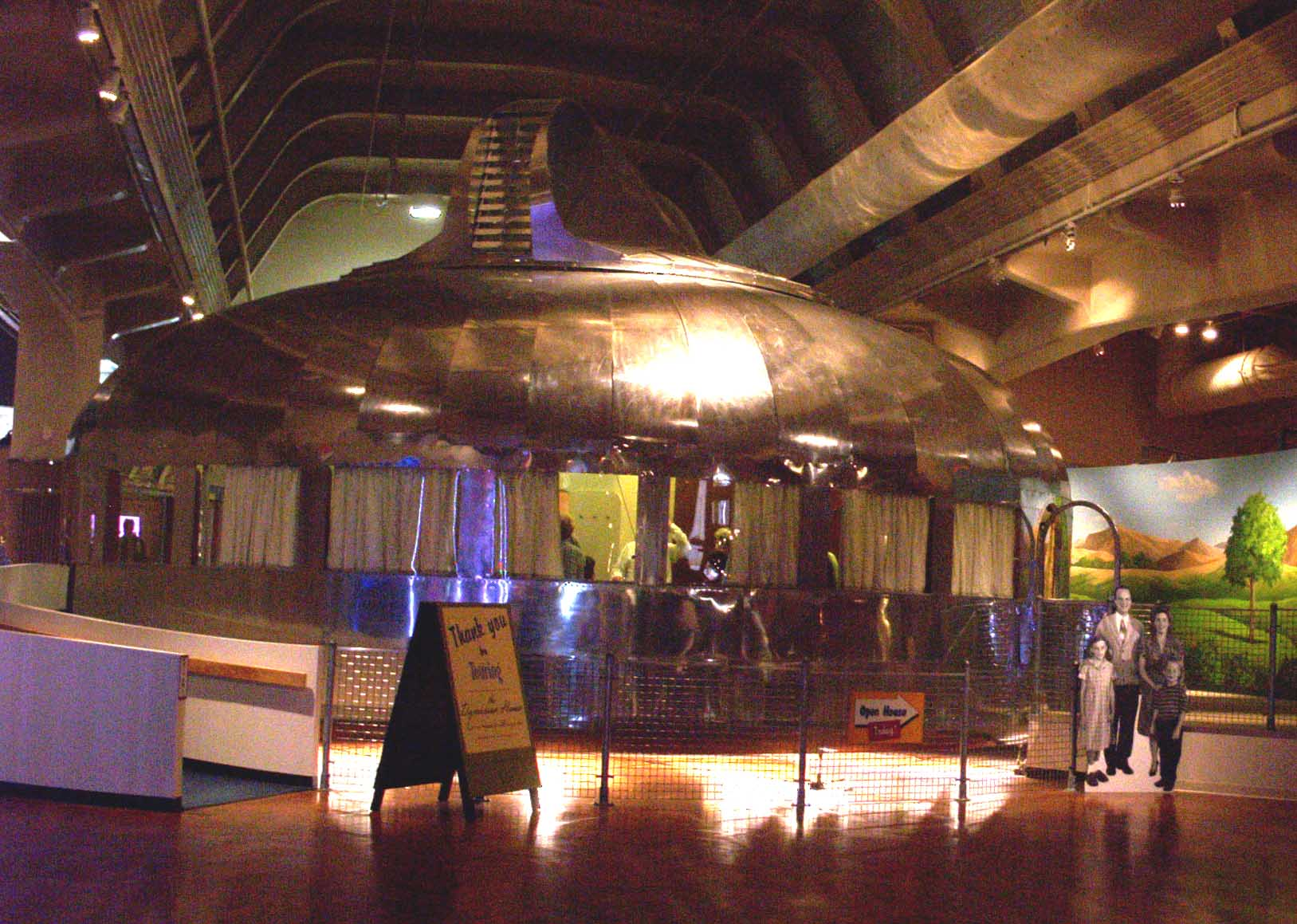
Une maison Dymaxion à l'exposition Henry Ford.

La maison Dymaxion de Fuller, économe en matière d'énergie, fonctionnelle et peu coûteuse, a suscité beaucoup d'intérêt mais n'a jamais été produite. Ici, le terme « Dymaxion » est utilisé pour signifier en effet une « structure de tenségrité radicalement solide et légère ». Une des maisons Dymaxion de Fuller est montrée dans le cadre de l'exposition permanente Henry Ford à Dearborn, Michigan. Conçue et développée dans le courant des années 1940, ce prototype est une structure ronde (pas un dôme), qui ressemble à la « cloche » aplatie de certaines méduses. Elle est dotée de plusieurs caractéristiques innovantes, y compris des compartiments de rangement à roulements, et une douche qui réduit la consommation d'eau. Selon Steve Crooks, biographe de Fuller, la maison a été conçue pour être livrée en deux éléments cylindriques, avec des panneaux internes de couleurs disponibles chez les revendeurs locaux. Une structure circulaire en haut de la maison était prévue pour tourner autour d'un mât central afin d'utiliser les vents naturels pour le refroidissement et la circulation de l'air.
Conçue presque deux décennies auparavant, et développée à Wichita, au Kansas, la maison était prévue pour être légère et adaptée aux climats venteux. Elle devait être peu coûteuse à produire et à acheter, et facile à assembler. Elle devait être produite en usines, mobilisant les technologies et le savoir-faire des ouvriers de l'aéronautique. D'aspect ultra-moderne pour l'époque, elle devait être constituée de métal et revêtue d'aluminium poli. Le modèle de base devait faire 90 m2 de surface au sol. En raison de la publicité, il y eut beaucoup de commandes pendant les années d'après-guerre, mais la société que Fuller et d'autres avaient constituée pour produire les maisons connut la faillite en raison de problèmes de gestion.
En 1969, Fuller lança le projet Otisco, nommé d'après son emplacement à New York. Le projet mit au point et fit la démonstration de la technologie « jet de béton » utilisée en conjonction avec des pièces en fil métallique recouvertes de maille comme un moyen pratique de produire à grande échelle des structures construites sur site, sans utiliser de moules de coulée, de surfaces adjacentes ou de levage.
La méthode de construction initiale utilisait un pied circulaire en béton dans lequel les points d'ancrage étaient fixés. Des tubes coupés à la bonne longueur et aux extrémités aplaties furent ensuite boulonnés ensemble pour former un dodéca-rhombicosaèdre (hémisphère à 22 faces), structure géodésique pouvant s'étendre jusqu'à 60 pieds (18 m). Le béton fut ensuite pulvérisé sur la structure, constituant une couche qui, une fois solidifiée, pouvait ensuite supporter l'adjonction de béton supplémentaire par différents moyens traditionnels. Fuller fait référence à ces bâtiments comme de monolithiques dômes géodésiques en béton armé. Le châssis tubulaire s'avéra problématique quand il s'agit d'ajouter fenêtres et portes, et fut abandonné. La seconde méthode utilisait une armature de fer placée verticalement dans la semelle de béton, puis repliée vers l'intérieur et soudée en place pour créer une structure maillée en dôme et donna des résultats satisfaisants. Les dômes à trois étages construits avec cette méthode se révélèrent remarquablement solides. D'autres formes, comme des cônes, des pyramides et des arcs se sont montrés tout aussi adaptables.
Le projet fut réalisable grâce à une subvention établie par l'université de Syracuse et sponsorisée par la US Steel (barres d'armature), la Johnson Wire Corp (maillage), et Portland Cement Company (béton). La capacité de bâtir de grands complexes soutenant des structures couvrantes en béton ouvrit la voie à la réalisation de projets auparavant impossibles à mettre en œuvre, et est toujours considérée comme l'une des plus grandes contributions de Fuller à l'architecture contemporaine.

### Innovations
Buckminster Fuller est également connu pour sa carte Dymaxion, avec la projection de Fuller représentant la planète sur un icosaèdre modifié, sur lequel les continents sont très peu distordus (ou plus exactement sur un patron plan d'un tel icosaèdre, ayant la propriété que les continents y apparaissent contigus).
Il est également connu pour avoir découvert le principe structurel de la tenségrité autour duquel il a déposé quatre brevets.
Il a aussi popularisé le concept de synergie.
Président dans les années 1970 de l'association Mensa, qui regroupe les individus dont le QI est très élevé.

## Postérité
C'est en son honneur et à cause de leur ressemblance avec son globe que des molécules de carbone en arrangement sphérique (C60) ont été nommées fullerènes.
Pour le 25e anniversaire de la mort de Buckminster Fuller, The New Yorker a apporté quelques nuances à son image généralement acceptée d'architecte de génie à qui tout réussissait, critiquant entre autres le peu d'habitabilité et la difficulté de maintenance des habitations en dôme.
Il a également inspiré de nombreux artistes. Corita Kent, par exemple, a exprimé son estime et sa gratitude envers lui pour le rôle important qu'il a joué dans son développement intellectuel et artistique[réf. nécessaire].

## Principaux ouvrages
- Manuel d'instruction pour le vaisseau spatial « Terre » (Operating manual for spaceship Earth) - (1969) Cet essai dresse un état des lieux de la situation de l’humanité et analyse les grands défis auxquels elle est confrontée. L’auteur y présente sa vision des bons choix à suivre pour l’avenir : il prône notamment une révolution du design dans l’innovation en adoptant le double point de vue de la vision globale et de l’action locale.
- No more secondhand God - Ouvrage lyrique sur la notion de Dieu en construction, in fieri comme évoqué auparavant par Renan, puis Freud. Parfum teilhardien, et évocation de l'Internet avant la lettre ; voir noosphère.
- Utopia or Oblivion- 1969
- World Game - World Design Science Decades[15] 1965-1975
- Guinea Pig B, The 56 Year Experiment- 1983.

Le fonds d'archives de Richard Buckminster-Fuller est conservé au centre d'archives de Montréal de Bibliothèque et Archives nationales du Québec.